# Tetraschalis arachnodes
Tetraschalis arachnodes är en fjärilsart som beskrevs av Edward Meyrick 1887. Tetraschalis arachnodes ingår i släktet Tetraschalis och familjen fjädermott. Inga underarter finns listade i Catalogue of Life.